# Atletik under sommer-OL 1900
Atletik under sommer-OL 1900. Atletik var med for anden gang på det olympiske program 1900 i Paris. 115 udøvere, alle mænd, fra 16 nationer konkurrerede om 23 olympiske titler mellem 14. og 22. juli. Vinderen fik en sølvmedalje og den som kom på anden pladsen fik bronze. Det var først under OL 1904 i St. Louis der blev indført guld-, sølv- og bronzemedalje for de tre første pladser. Der var mere end dobbelt så mange øvelser end der var i forrige OL. De tolv øvelser som var med for første gang var, 60-, 200- og 800 meter, 5000 meter holdløb, 200- og 400 meter hæk, 2500- og 4000 meter forhindringsløb, længde-, højde- og trespring uden tilløb og hammerkast. 

## Medaljer
| Atletik OL 1900 Paris | Atletik OL 1900 Paris | Atletik OL 1900 Paris | Atletik OL 1900 Paris | Atletik OL 1900 Paris | Atletik OL 1900 Paris |
| --------------------- | --------------------- | --------------------- | --------------------- | --------------------- | --------------------- |
| Nr.                   | Land                  | Guld                  | Sølv                  | Bronze                | Totalt                |
| 1.                    | USA (USA)             | 16                    | 13                    | 10                    | 39                    |
| 2.                    | Storbritannien (GBR)  | 3                     | 3                     | 2                     | 8                     |
| 3.                    | Canada (CAN)          | 1                     | 0                     | 1                     | 2                     |
| 3.                    | Ungarn (HUN)          | 1                     | 0                     | 1                     | 2                     |
| 5.                    | Luxembourg (LUX)      | 1                     | 0                     | 0                     | 1                     |
| 5.                    | Blandede hold (ZZX)   | 1                     | 0                     | 0                     | 1                     |
| 7.                    | Frankrig (FRA)        | 0                     | 4                     | 2                     | 6                     |
| 8.                    | Indien (IND)          | 0                     | 2                     | 0                     | 2                     |
| 9.                    | Bøhmen (BOH)          | 0                     | 1                     | 0                     | 1                     |
| 10.                   | Australien (AUS)      | 0                     | 0                     | 3                     | 3                     |
| 11.                   | Danmark (DEN)         | 0                     | 0                     | 1                     | 1                     |
| 11.                   | Norge (NOR)           | 0                     | 0                     | 1                     | 1                     |
| 11.                   | Sverige (SWE)         | 0                     | 0                     | 1                     | 1                     |
| Totalt                | Totalt                | 23                    | 23                    | 23                    | 69                    |

### 60 m
| Plads | Udøver           | Land       | Tid    |
| ----- | ---------------- | ---------- | ------ |
| 1.    | Alvin Kraenzlein | USA        | VR 7,0 |
| 2.    | John Tewksbury   | USA        | 7,1    |
| 3.    | Stanley Rowley   | Australien | 7,2    |
| 4.    | Edmund Minahan   | USA        | 7,2    |

### 100 m
| Plads | Udøver         | Land       | Tid  |
| ----- | -------------- | ---------- | ---- |
| 1.    | Frank Jarvis   | USA        | 11,0 |
| 2.    | John Tewksbury | USA        | 11.1 |
| 3.    | Stanley Rowley | Australien | 11,2 |
|       | Arthur Duffey  | USA        |      |

John Tewksbury løb på 10,8 i semifinalen som var tangering af verdensrekorden.

### 200 m
| Plads | Udøver           | Land       | Tid     |
| ----- | ---------------- | ---------- | ------- |
| 1.    | John Tewksbury   | USA        | OR 22,2 |
| 2.    | Norman Pritchard | Indien     | 22,8    |
| 3.    | Stanley Rowley   | Australien | 22,9    |
| 4.    | William Holland  | USA        | 22,9    |

### 400 m
| Plads           | Udøver          | Land    | Tid     |
| --------------- | --------------- | ------- | ------- |
| 1.              | Max Long        | USA     | OR 49,4 |
| 2.              | William Holland | USA     | 49,6    |
| 3.              | Ernst Schultz   | Danmark |         |
|                 | Dixon Boardman  | USA     |         |
| Harry Lee       | USA             |         |         |
| William Moloney | USA             |         |         |

Boardman, Lee og Moloney kom ikke til start i finalen som gikk på en søndag.

### 800 m
| Plads | Udøver        | Land           | Tid    |
| ----- | ------------- | -------------- | ------ |
| 1.    | Alfred Tysoe  | Storbritannien | 2.01,2 |
| 2.    | John Cregan   | USA            | 2.03,0 |
| 3.    | David Hall    | USA            |        |
| 4.    | Henri Deloge  | Frankrig       |        |
| 5.    | Zoltán Spiedl | Ungarn         |        |
| 6.    | John Bray     | USA            |        |

David Hall løb i semi-finalen på 1.50,0 som var ny olympisk rekord.

### 1500 m
| Plads | Udøver                | Land           | Tid       |
| ----- | --------------------- | -------------- | --------- |
| 1.    | Charles Bennett       | Storbritannien | VR 4.06,0 |
| 2.    | Henri Deloge          | Frankrig       | 4.06,6    |
| 3.    | John Bray             | USA            | 4:07.2    |
| 4.    | David Hall            | USA            |           |
| 5.    | Christian Christensen | Danmark        |           |
| 6.    | Hermann Wraschtil     | Østrig         |           |

### Maraton
| Plads | Udøver              | Land       | Tid       |
| ----- | ------------------- | ---------- | --------- |
| 1.    | Michel Théato       | Luxembourg | 2.59.45,0 |
| 2.    | Emile Champion      | Frankrig   | 3.04.17,0 |
| 3.    | Ernst Fast          | Sverige    | 3.37.14,0 |
| 4.    | Eugène Besse        | Frankrig   | 4.00.43,0 |
| 5.    | Arthur Newton       | USA        | 4.04.12.0 |
| 6-7.  | Dick Grant          | USA        |           |
| 6-7.  | Ronald J. MacDonald | Canada     |           |

### 110 m hæk
| Plads | Udøver            | Land     | Tid     |
| ----- | ----------------- | -------- | ------- |
| 1.    | Alvin Kraenzlein  | USA      | VR 15,4 |
| 2.    | John McLean       | USA      | 15,5    |
| 3.    | Frederick Moloney | USA      | 15,6    |
| 4.    | Jean Lécuyer      | Frankrig |         |

### 200 m hæk
| Plads | Udøver           | Land     | Tid     |
| ----- | ---------------- | -------- | ------- |
| 1.    | Alvin Kraenzlein | USA      | OR 25,4 |
| 2.    | Norman Pritchard | Indien   | 26,6    |
| 3.    | John Tewksbury   | USA      |         |
| 4.    | Eugène Choisel   | Frankrig |         |

### 400 m hæk
| Plads | Udøver         | Land     | Tid     |
| ----- | -------------- | -------- | ------- |
| 1.    | John Tewksbury | USA      | VR 57.6 |
| 2.    | Henri Tauzin   | Frankrig | 58,3    |
| 3.    | George Orton   | Canada   |         |
| 4.    | William Lewis  | USA      |         |

### 2500 m forhindringsløb
| Plads | Udøver            | Land           | Tid    |
| ----- | ----------------- | -------------- | ------ |
| 1.    | George Orton      | Canada         | 7.34,4 |
| 2.    | Sidney Robinson   | Storbritannien | 7.38,0 |
| 3.    | Jacques Chastanié | Frankrig       |        |
| 4.    | Arthur Newton     | USA            |        |
| 5.    | Hermann Wraschtil | Østrig         |        |
| 6.    | Franz Dühne       | Tyskland       |        |

### 4000 m forhindringsløb
| Plads | Udøver            | Land           | Tid     |
| ----- | ----------------- | -------------- | ------- |
| 1.    | John Rimmer       | Storbritannien | 12.58,4 |
| 2.    | Charles Bennett   | Storbritannien | 12.58,6 |
| 3.    | Sidney Robinson   | Storbritannien | 12.58,8 |
| 4.    | Jacques Chastanié | Frankrig       |         |
| 5.    | George Orton      | Canada         |         |
| 6.    | Franz Dühne       | Tyskland       |         |

### 5000 meter hold
| Plads | Udøver                                                                           | Land          |    |
| ----- | -------------------------------------------------------------------------------- | ------------- | -- |
| 1.    | Charles Bennett John Rimmer Sidney Robinson Alfred Tysoe Stanley Rowley          | Blandede hold | 26 |
| 2.    | Henri Deloge Gaston Ragueneau Jacques Chastanié André Castanet Michel Champoudry | Frankrig      | 29 |

kun to hold som deltog

### Højde
| Plads | Udøver               | Land           | Højde   |
| ----- | -------------------- | -------------- | ------- |
| 1.    | Irving Baxter        | USA            | OR 1,90 |
| 2.    | Patrick Leahy        | Storbritannien | 1,78    |
| 3.    | Lajos Gönczy         | Ungarn         | 1,75    |
| 4.    | Carl Albert Andersen | Norge          | 1,70    |
| 4.    | Eric Lemming         | Sverige        | 1,70    |
| 4.    | Waldemar Steffen     | Tyskland       | 1,70    |

### Stang
| Plads | Udøver               | Land     | Højde   |
| ----- | -------------------- | -------- | ------- |
| 1.    | Irving Baxter        | USA      | OR 3,30 |
| 2.    | Meredith Colket      | USA      | 3,25    |
| 3.    | Carl Albert Andersen | Norge    | 3,20    |
| 4     | Émile Gontier        | Frankrig | 3,10    |
| 4     | Jakab Kauser         | Ungarn   | 3,10    |
| 4     | Eric Lemming         | Sverige  | 3,10    |

### Længde
| Plads | Udøver            | Land           | Længde   |
| ----- | ----------------- | -------------- | -------- |
| 1.    | Alvin Kraenzlein  | USA            | OR 7,185 |
| 2.    | Meyer Prinstein   | USA            | 7,175    |
| 3.    | Patrick Leahy     | Storbritannien | 6,95     |
| 4.    | William Remington | USA            | 6,825 m  |
| 5.    | Albert Delannoy   | Frankrig       | 6,755    |
| 6.    | John McLean       | USA            | 6,655    |

### Trespring
| Plads | Udøver            | Land           | Længde   |
| ----- | ----------------- | -------------- | -------- |
| 1.    | Myer Prinstein    | USA            | OR 14,47 |
| 2.    | James B. Connolly | USA            | 13,97    |
| 3.    | Lewis Sheldon     | USA            | 13.64 m  |
| 4.    | Patrick Leahy     | Storbritannien |          |
| 5.    | Albert Delannoy   | Frankrig       |          |
| 6.    | Alexandre Tuffèri | Frankrig       |          |

### Højde uden tilløb
| Plads | Udøver        | Land | Højde    |
| ----- | ------------- | ---- | -------- |
| 1.    | Ray Ewry      | USA  | VR 1,655 |
| 2.    | Irving Baxter | USA  | 1,525    |
| 3.    | Lewis Sheldon | USA  | 1,50     |

### Længde uden tilløb
| Plads | Udøver            | Land     | Længde  |
| ----- | ----------------- | -------- | ------- |
| 1.    | Ray Ewry          | USA      | OR 3,21 |
| 2.    | Irving Baxter     | USA      | 3,13    |
| 3.    | Emile Torcheboeuf | Frankrig | 3,03    |
| 4.    | Lewis Sheldon     | USA      | 3,02    |

### Trespring uden tilløb
| Plads | Udøver         | Land | Længde   |
| ----- | -------------- | ---- | -------- |
| 1     | Ray Ewry       | USA  | OR 10,58 |
| 2.    | Irving Baxter  | USA  | 9,95     |
| 3.    | Robert Garrett | USA  | 9,50     |
| 4.    | Lewis Sheldon  | USA  | 9.45 m   |

### Kugle
| Plads | Udøver                     | Land       | Længde   |
| ----- | -------------------------- | ---------- | -------- |
| 1.    | Richard Sheldon            | USA        | OR 14,10 |
| 2.    | Josiah McCracken           | USA        | 12,85    |
| 3.    | Robert Garrett             | USA        | 12,37    |
| 4.    | Rezsö Crettier             | Ungarn     | 12,07    |
| 5.    | Panagiotis Paraskevopoulos | Grækenland | 11,29    |
| 6.    | Gustaf Söderström          | Sverige    | 11,18    |

### Diskos
| Plads | Udøver                     | Land       | Længde   |
| ----- | -------------------------- | ---------- | -------- |
| 1.    | Rudolf Bauer               | Ungarn     | OR 36,04 |
| 2.    | František Janda-Suk        | Bøhmen     | 35,14    |
| 3.    | Richard Sheldon            | USA        | 34,60    |
| 4.    | Panagiotis Paraskevopoulos | Grækenland | 34,50    |
| 5.    | Rezsö Crettier             | Ungarn     | 33,65    |
| 6.    | Gustaf Söderström          | Sverige    | 33,07    |

### Hammer
| Plads | Udøver              | Land    | Længde   |
| ----- | ------------------- | ------- | -------- |
| 1.    | John Jesus Flanagan | USA     | OR 51,01 |
| 2.    | Truxton Hare        | USA     | 46,26    |
| 3.    | Josiah McCracken    | USA     | 43,58    |
| 4.    | Eric Lemming        | Sverige |          |
| 5.    | Karl Gustaf Staff   | Sverige |          |